# Jean-Guillaume Béatrix
Jean-Guillaume Béatrix (n. 24 martie 1988, Saint-Priest, communauté urbaine de Lyon⁠(d), Franța) este un biatlonist ce a reprezentat Franța, medaliat olimpic. A participat la o ediție a Jocurilor Olimpice (2014) în care a câștigat o medalie de bronz.